# ノロル
ノロル（仏: Norolles）は、フランスのノルマンディー地域圏、カルヴァドス県に属するコミューン。

## 地理
リジュー北郊のトゥック川右岸に位置し、県都カーンからは45kmほどの距離がある。トゥック川沿いはゆるやかな丘陵地になっていて、ノロルからはドゥエ・ド・コンプレ川などの小川が源を発しトゥック川に注ぐ。中心街では道沿いに家屋が連なる。トゥック川右岸を南北に走る幹線道路のD579が通る。北でル・ブレイユ＝アン＝オージュと、北東でサン＝フィルベール＝デ＝シャンと、東でフォゲルノンと、南でウイリー＝ル＝ヴィコントと、西でコカンヴィリエとそれぞれ接する。

## 行政
- 首長 - ピエール・アヴォワーヌ（Pierre Avoyne、無所属、2008年3月から） 技術者
- 前首長 - ジャン・バードー（Jean Bourdeau、無所属、1989年から2008年3月まで）

## 人口の推移[1]
| 1962年 | 1968年 | 1975年 | 1982年 | 1990年 | 1999年 | 2006年 | 2007年 |
| ------ | ------ | ------ | ------ | ------ | ------ | ------ | ------ |
| 198    | 169    | 191    | 236    | 241    | 272    | 264    | 263    |